# (233522) Moye
(233522) Moye est un astéroïde de la ceinture principale.

## Description
(233522) Moye est un astéroïde de la ceinture principale. Il fut découvert le 18 avril 2007 à Pises par l'Observatoire des Pises. Il présente une orbite caractérisée par un demi-grand axe de 2,44 UA, une excentricité de 0,16 et une inclinaison de 7,1° par rapport à l'écliptique.

## Compléments